# セブンシーズマリナー

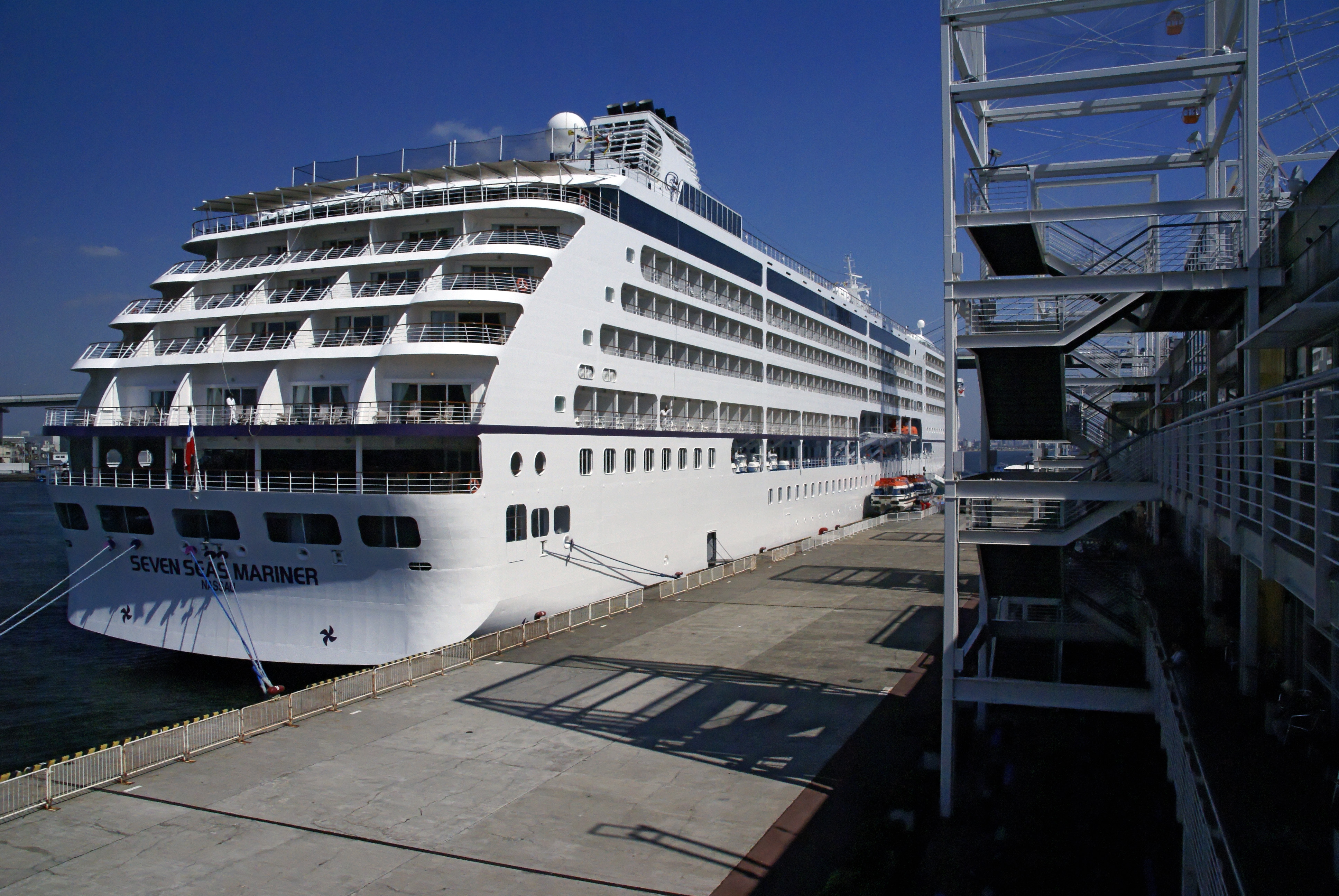
船尾（大阪港・天保山岸壁）

セブンシーズ・マリナー（Seven Seas Mariner）は、リージェント・セブンシーズ・クルーズ（Regent Seven Seas Cruises）が運航するクルーズ客船。
5万トン級の大型クルーズ客船でありながら、全ての客室がスイートでプライベートバルコニー付き、客室面積が28平方メートル〜142平方メートルと、最高級ホテルの客室に匹敵する仕様を誇る。